# کلوچوو (شهرستان ولشتین)
کلوچوو (به لهستانی:  Kluczewo) یک روستا در لهستان است که در گمینا پژمنت واقع شده‌است.
 کلوچوو  ۶۴۶ نفر جمعیت دارد.